# Grand Prix de Fourmies 2005
La 73e édition du Grand Prix de Fourmies, s'est déroulée le 11 septembre 2005 sur le circuit traditionnel tracé autour de la commune de Fourmies.
L'épreuve a été remporté par le sprinter australien Robbie McEwen qui a devancé sur la ligne d'arrivée le Néerlandais Stefan van Dijk et le Français Jean-Patrick Nazon.

## Présentation

### Parcours
La 73e édition du Grand Prix de Fourmies a emprunté, comme à son habitude, un parcours comprenant plusieurs boucles. Une première menant les coureurs du départ en centre-ville de Fourmies jusqu'à la ville de Jeumont ramenant ensuite le peloton vers Fourmies en passant notamment sur des routes escarpées et exposées au vent. Le peloton a ensuite emprunté à six reprises une boucle d'une dizaine de kilomètres tracée dans Fourmies avant de se disputer la victoire.

## Classement final
|    | Coureur              | Pays      | Équipe               |    | Temps           |
| -- | -------------------- | --------- | -------------------- | -- | --------------- |
| 1  | Robbie McEwen        | Australie | Davitamon-Lotto      | en | 4 h 28 min 02 s |
| 2  | Stefan van Dijk      | Pays-Bas  | Mr Bookmaker.com     | +  | m.t.            |
| 3  | Jean-Patrick Nazon   | France    | AG2R Prévoyance      |    | m.t             |
| 4  | Anthony Ravard       | France    | Bouygues Telecom     |    | m.t.            |
| 5  | Jean-Luc Delpech     | France    | Bretagne-Jean Floc'h |    | m.t.            |
| 6  | Jon Bru              | Espagne   | Kaiku                |    | m.t             |
| 7  | Linas Balčiūnas      | Lituanie  | Agritubel            |    | m.t.            |
| 8  | Eddy Serri           | Italie    | Barloworld           |    | m.t             |
| 9  | Wouter Weylandt      | Belgique  | Quick Step           |    | m.t.            |
| 10 | Frédéric Mainguenaud | France    | Bouygues Telecom     |    | m.t.            |